# Герой Республики (Сирия)
Орден «Герой Республики» (араб. وسام بطل الجمهورية‎) — высшая степень отличия Сирийской Арабской Республики.

## История и основания
Звание «Герой Республики» и одноимённый орден являются высшими степенями отличия в наградной системе Сирийской Арабской Республики. Учреждены декретом президента Сирии № 75 от 20 октября 1973 года в связи с «октябрьской войной». Награждались «военнослужащие Сирийской арабской армии за выдающиеся боевые качества, приведшие к решающему повороту в ходе битвы в пользу Сирии и пилоты Военно-воздушных сил за пять воздушных побед». В ходе гражданской войны в Сирии, законом президента № 6 от 17 февраля 2016 года в декрет внесены изменения в части закрепления того, что орден может вручаться «гражданским лицам, совершившим славные действия на благо военных усилий для достижения победы», а также «военнослужащим братских и дружественных армий, участвующих наряду с Сирийской арабской армией в борьбе против террористических банд и враждебных элементов».

## Описание
Знак ордена представляет собой восьмиконечную звезду, наложенную на другую, лучи которой инкрустированы драгоценными камнями. В центре ордена помещён медальон с изображением арабского всадника на коне, держащего в левой руке меч, а в правой — щит. Орден крепится к колодке, выполненной в виде орла с герба Сирии, через которую пропущена лента бледно-голубого цвета с шестью белыми полосками для ношения на шее.

## Награждённые
Во время «октябрьской войны» 1973 года орденом был награждён 41 сирийский военнослужащий. Также его удостоены советские космонавты Александр Александров (1987), Александр Викторенко (1987), Александр Лавейкин (1987), Юрий Романенко (1987). При этом единственный сирийский космонавт Мухаммед Ахмед Фарис награду не получил. В последние годы ордена удостоились российский генерал Валерий Асапов (2017), иранский генерал Касем Сулеймани (2020).